# ジェフリー・イェーツ
ジェフリー・イェーツ（英語: Geoffrey Sidney Yates、1918年5月16日 - 2007年12月14日）は、イギリス出身のフィギュアスケート選手（男子シングル）。フィギュアスケート審判員。1936年ガルミッシュ・パルテンキルヘンオリンピックイギリス代表。
弟はペアスケーティング選手のアーネスト・イェーツ。

## 主な戦績
| 大会/年      | 1936-37 |
| ------------ | ------- |
| オリンピック | 16      |